# Lipstick (låt av Tamia)
"Lipstick" är en låt framförd av den kanadensiska sångaren Tamia inspelad till hennes sjätte studioalbum Love Life. Låten skrevs av Jaramye Daniels, Chuck Harmony och Claude Kelly och producerades av Harmony.

## Bakgrund
I augusti 2014 meddelades att Tamia skrivit på ett skivkontrakt med Def Jam Records. Det markerade hennes återkomst till ett skivbolag för första gången sedan 2004 efter en period som indieartist. Om tillbakagången kommenterade Tamia: "För mig är skivbolagen lite som en rik onkel. Men dom [Def Jam] har varit suveräna och låtit mig göra min grej." Efter att ha påbörjat arbetet på Love Life, sitt sjätte studioalbum, kommenterade hon albumets musikaliska inriktning: "Den handlar om att älska livet och om kärlek. Det finns många kärlekslåtar och det är ett glatt album. Inte lika djupt och mörkt som några av mina tidigare, det är i ett bättre ställe."

## Inspelning
Under skapandet av albumet arbetade Tamia återigen med sina tidigare producenter Chuck Harmony och Claude Kelly. Hon beskrev samarbetet som "väldigt lätt" då trion var på samma sida musikaliskt och hade "fantastisk" kemi tillsammans. Hon elaborerade: "Det reflekteras i musiken du hör från oss. När vi arbetar är det som att umgås med vänner - vi älskar musik och gillar att arbeta ihop."